# Личища
Лѝчища (произношение в местния говор Лѝчишча, на гръцки: Πολυκάρπη, Поликарпи, до 1926 година Λίτσιστα, Лициста) е село в Егейска Македония, Гърция, дем Костур, област Западна Македония.

## География
Селото се намира на източния бряг на Костурското езеро, точно срещу демовия център Костур (Кастория) на един километър северно от Маврово (Маврохори). Южно от селото, между него и Маврово, минава Стара река (Ксиропотамос), която в миналото е заблатявала целия район.

## История

### Етимология
Според академик Иван Дуриданов етимологията на името е първоначален патроним на -ишчи < -itji, който произхожда от личното име Лико, хипокористикон от Илия.

### В Османската империя
За църквата „Свети Атанасий“ се смята, че е средновековна.
В XIX век Личища е малко село в Костурска каза на Османската империя. В началото на века френският консул при Али паша Янински Франсоа Пуквил пише за селото:
| „ | Личища, 50 семейства българи и турци. | “ |

Александър Синве ("Les Grecs de l’Empire Ottoman. Etude Statistique et Ethnographique"), който се основава на гръцки данни, в 1878 година пише, че в Личища (Lichista) живеят 1200 гърци. Според статистиката на Васил Кънчов („Македония. Етнография и статистика“) в 1900 година Личища има 270 жители българи и 120 турци.
На Етнографската карта на Битолския вилает на Картографския институт в София от 1901 година Личища е смесено българо-влашко-турско село в Костурската каза на Корчанския санджак със 100 къщи.
В началото на XX век Личища е едно от малкото патриаршистки села в Костурско. По данни на секретаря на Българската екзархия Димитър Мишев („La Macédoine et sa Population Chrétienne“) в 1905 година в Личища има 560 българи патриаршисти гъркомани и в селото функционира гръцко училище.
Гръцка статистика от 1905 година представя селото като смесено гръцко-турско с 340 жители гърци и 500 турци.
В 1911 година в Личища е построено ново гръцко училище в неокласически стил, а в 1913 – църквата „Света Варвара“. Според Георги Константинов Бистрицки Личища преди Балканската война има 50 български и 50 турски къщи.
На етническата карта на Костурското братство в София от 1940 година, към 1912 година Личища е обозначено като българо-турско селище.

### В Гърция
През Балканската война в селото влизат гръцки части и след Междусъюзническата в 1913 година селото остава в Гърция. През 20-те години на XX век в Личища на мястото на изселилите се в Турция турци са заселени гърци бежанци от Турция, които в 1928 са 195 или според други данни 31 семейства със 140 души.
Боривое Милоевич пише в 1921 година („Южна Македония“), че Личишча има 70 къщи славяни християни и 95 къщи турци.
В 1926 селото е прекръстено на Поликарпи. В Гражданската война 5 деца от Личища са изведени от страната от комунистическите части като деца бежанци.
| Име       | Име         | Ново име | Ново име | Описание              |
| --------- | ----------- | -------- | -------- | --------------------- |
| Доброника | Ντομπρονίκα | Калиники | Καληνίκη | местност СИ от Личища |
| Пенга     | Πέγκα       | Алонаки  | Ἀλωνάκι  | местност И от Личища  |

| Година    | 1913 | 1920 | 1928 | 1940 | 1951 | 1961 | 1971 | 1981 | 1991 | 2001 | 2011 | 2021 |
| --------- | ---- | ---- | ---- | ---- | ---- | ---- | ---- | ---- | ---- | ---- | ---- | ---- |
| Население | 380  | 585  | 585  | 735  | 605  | 645  | 620  | 780  | 781  | 728  | 747  | 644  |

## Личности
Родени в Личища
- Васил Личищки (? - 1903), български свещеник
- Димитър Керамичиев (1936 – 2008), психолог от Северна Македония
- Тръпко Василев (1876 - 1970), български художник и галерист, открил първата художествена галерия в София - Тръпковата галерия
- Фоти Керемедчиев, български революционер, деец на „Охрана“